# II liga argentyńska w piłce nożnej (2002/2003)
Primera B Nacional 2002/2003
Mistrzem drugiej ligi argentyńskiej został klub Atlético Rafaela, natomiast wicemistrzem - klub CA Argentino de Quilmes.
Drugą ligę argentyńską po sezonie 2002/03 opuściły następujące kluby
| Klub                      | Przyczyna                                                     |
| ------------------------- | ------------------------------------------------------------- |
| Atlético Rafaela          | Awans do I ligi (mistrz II ligi)                              |
| CA Argentino de Quilmes   | Awans do I ligi (wicemistrz II ligi)                          |
| Deportivo Español         | Spadek do III ligi (ostatni w tabeli spadkowej Metropolitana) |
| Almirante Brown Arrecifes | Spadek do III ligi (ostatni w tabeli spadkowej Interior)      |

Do drugiej ligi argentyńskiej po sezonie 2002/03 przybyły następujące kluby
| Klub                 | Przyczyna                                                 |
| -------------------- | --------------------------------------------------------- |
| Unión Santa Fe       | Spadek z I ligi (przedostatni w tabeli spadkowej 2002/03) |
| CA Huracán           | Spadek z I ligi (ostatni w tabeli spadkowej 2002/03)      |
| Ferro Carril Oeste   | Awans z III ligi (mistrz Primera C Metropolitana)         |
| Tiro Federal Rosario | Awans z III ligi (mistrz Torneo Argentino A)              |

## Torneo Apertura 2002/03

### Apertura 1
| Data            | Mecz                                                                                    |
| --------------- | --------------------------------------------------------------------------------------- |
| 1 sierpnia 2002 | Almagro Buenos Aires - Gimnasia y Esgrima Concepcion del Uruguay 1:1 Maldonado - Silva  |
| 3 sierpnia 2002 | Instituto Córdoba - Gimnasia y Esgrima Jujuy 1:0 Sarría k                               |
| 3 sierpnia 2002 | CA Argentino de Quilmes - Godoy Cruz Antonio Tomba 1:1 Raymonda - Torresi               |
| 3 sierpnia 2002 | Los Andes Buenos Aires - Atlético Rafaela 2:2 Ríos (2) - García, Juárez                 |
| 4 sierpnia 2002 | Juventud Antoniana Salta - Belgrano Córdoba 3:0 Saad (2), Riggio                        |
| 4 sierpnia 2002 | San Martín Mendoza - Defensa y Justicia Buenos Aires 4:0 Iachetti, Coria (2, 1k), Núñez |
| 4 sierpnia 2002 | Huracán Tres Arroyos - Club El Porvenir 1:1 Abad - Mellado                              |
| 4 sierpnia 2002 | CAI Comodoro Rivadavia - Defensores de Belgrano Buenos Aires 1:0 Tabárez                |
| 5 sierpnia 2002 | Argentinos Juniors Buenos Aires - Almirante Brown Arrecifes 2:0 Gómez k, Centurión      |
| 3 września 2002 | San Martín San Juan - Deportivo Español 1:1 Dillon - López                              |

### Apertura 2
| Data             | Mecz                                                                                       |
| ---------------- | ------------------------------------------------------------------------------------------ |
| 8 sierpnia 2002  | Gimnasia y Esgrima Concepcion del Uruguay - Instituto Córdoba 0:0                          |
| 9 sierpnia 2002  | Belgrano Córdoba - CAI Comodoro Rivadavia 1:1 Pérez - Cáceres                              |
| 10 sierpnia 2002 | Club El Porvenir - CA Argentino de Quilmes 0:1 Marclay                                     |
| 10 sierpnia 2002 | Godoy Cruz Antonio Tomba - Juventud Antoniana Salta 1:0 Benítez                            |
| 10 sierpnia 2002 | Defensa y Justicia Buenos Aires - Atlético Rafaela 3:1 Ayala, Lugüecio, Gaitán - Gandín    |
| 10 sierpnia 2002 | Deportivo Español - Argentinos Juniors Buenos Aires 1:0 Luna                               |
| 10 sierpnia 2002 | Almirante Brown Arrecifes - Almagro Buenos Aires 2:2 Lovera, Martelli - Nietto, Cabrera    |
| 11 sierpnia 2002 | Huracán Tres Arroyos - Los Andes Buenos Aires 2:1 García (2) - Frangipane                  |
| 11 sierpnia 2002 | Gimnasia y Esgrima Jujuy - San Martín Mendoza 0:0                                          |
| 12 sierpnia 2002 | Defensores de Belgrano Buenos Aires - San Martín San Juan 3:0 Vilariño, P. Rodríguez, Sand |

### Apertura 3
| Data             | Mecz                                                                                            |
| ---------------- | ----------------------------------------------------------------------------------------------- |
| 15 sierpnia 2002 | Atlético Rafaela - Gimnasia y Esgrima Jujuy 2:0 Bovaglio, Barrientos                            |
| 17 sierpnia 2002 | Los Andes Buenos Aires - Defensa y Justicia Buenos Aires 1:0 Ríos                               |
| 17 sierpnia 2002 | Argentinos Juniors Buenos Aires - Defensores de Belgrano Buenos Aires 2:0 Coyette, Pisculichi   |
| 17 sierpnia 2002 | Instituto Córdoba - Almirante Brown Arrecifes 4:2 Miranda, Sarría (2), Castilla - Lovera, Muñoz |
| 17 sierpnia 2002 | CAI Comodoro Rivadavia - Godoy Cruz Antonio Tomba 0:2 Benítez, Giménez                          |
| 17 sierpnia 2002 | CA Argentino de Quilmes - Huracán Tres Arroyos 4:1 Torres (2, 2k), Marclay (2) - Galván         |
| 18 sierpnia 2002 | San Martín Mendoza - Gimnasia y Esgrima Concepcion del Uruguay 1:1 Nasta - Sena                 |
| 18 sierpnia 2002 | San Martín San Juan - Belgrano Córdoba 1:1 Montagna k - Villalba                                |
| 18 sierpnia 2002 | Juventud Antoniana Salta - Club El Porvenir 2:0 Iturrieta, Albornoz                             |
| 19 sierpnia 2002 | Almagro Buenos Aires - Deportivo Español 0:1 Barrionuevo                                        |

### Apertura 4
| Data             | Mecz |
| ---------------- | --- |
| 22 sierpnia 2002 | Belgrano Córdoba - Argentinos Juniors Buenos Aires 1:1 Bordicio - Leone                                            |
| 24 sierpnia 2002 | Defensores de Belgrano Buenos Aires - Almagro Buenos Aires 1:1 Sand k - Figueroa k                                 |
| 24 sierpnia 2002 | Deportivo Español - Instituto Córdoba 2:0 Luna, Masuero                                                            |
| 24 sierpnia 2002 | Almirante Brown Arrecifes - San Martín Mendoza 1:0 Galarza                                                         |
| 24 sierpnia 2002 | Godoy Cruz Antonio Tomba - San Martín San Juan 2:0 Laciar, Giménez                                                 |
| 24 sierpnia 2002 | CA Argentino de Quilmes - Los Andes Buenos Aires 3:0 Marclay (2), Braña                                            |
| 24 sierpnia 2002 | Gimnasia y Esgrima Concepcion del Uruguay - Atlético Rafaela 0:1 García                                            |
| 25 sierpnia 2002 | Huracán Tres Arroyos - Juventud Antoniana Salta 2:0 Abad, Palacios                                                 |
| 25 sierpnia 2002 | Gimnasia y Esgrima Jujuy - Defensa y Justicia Buenos Aires 0:1 Saccone                                             |
| 26 sierpnia 2002 | Club El Porvenir - CAI Comodoro Rivadavia 0:0mecz przerwany w 78 minucie z powodu awarii światła - wynik zachowano |

### Apertura 5
| Data             | Mecz |
| ---------------- | --- |
| 29 sierpnia 2002 | Juventud Antoniana Salta - CA Argentino de Quilmes 2:1 Becerra, A. Rodríguez - Torres                                                        |
| 31 sierpnia 2002 | Defensa y Justicia Buenos Aires - Gimnasia y Esgrima Concepcion del Uruguay 4:2 Lugüercio, Galleguillo, Gaitán, Vallejos - Padilla, Raposo s |
| 31 sierpnia 2002 | Instituto Córdoba - Defensores de Belgrano Buenos Aires 1:0 Sarría                                                                           |
| 31 sierpnia 2002 | Almagro Buenos Aires - Belgrano Córdoba 3:0 Aguilar, Figueroa, Nietto                                                                        |
| 31 sierpnia 2002 | Argentinos Juniors Buenos Aires - Godoy Cruz Antonio Tomba 2:1 Pisculichi, Gómez - Giménez                                                   |
| 31 sierpnia 2002 | San Martín Mendoza - Deportivo Español 4:1 Iachetti (2, 1k), Martínez, Coria - López                                                         |
| 31 sierpnia 2002 | San Martín San Juan - Club El Porvenir 1:2 Fullana - Mellado, Leva                                                                           |
| 31 sierpnia 2002 | Atlético Rafaela - Almirante Brown Arrecifes 2:0 Forestello k, Gandín                                                                        |
| 1 września 2002  | CAI Comodoro Rivadavia - Huracán Tres Arroyos 1:0 Subiabre                                                                                   |
| 2 września 2002  | Los Andes Buenos Aires - Gimnasia y Esgrima Jujuy 3:1 Ríos, Caparuccia s, Frangipane - González                                              |

### Apertura 6
| Data            | Mecz |
| --------------- | --- |
| 5 września 2002 | Defensores de Belgrano Buenos Aires - San Martín Mendoza 1:0 Bastianini                                    |
| 6 września 2002 | Gimnasia y Esgrima Concepcion del Uruguay - Gimnasia y Esgrima Jujuy 4:0 Colombo k, Berra, Leiva, Vendakis |
| 7 września 2002 | CA Argentino de Quilmes - CAI Comodoro Rivadavia 4:0 Raymonda, Torres (2), Alayes                          |
| 7 września 2002 | Almirante Brown Arrecifes - Defensa y Justicia Buenos Aires 0:2 Saccone, Garay                             |
| 7 września 2002 | Club El Porvenir - Argentinos Juniors Buenos Aires 0:1 Pérez Castro                                        |
| 7 września 2002 | Godoy Cruz Antonio Tomba - Almagro Buenos Aires 5:0 Duarte, Benítez, Iglesias, Giménez, Panella            |
| 7 września 2002 | Belgrano Córdoba - Instituto Córdoba 2:2 Villalba (2) - Castilla, Moreyra                                  |
| 8 września 2002 | Juventud Antoniana Salta - Los Andes Buenos Aires 1:1 Saad - Ríos                                          |
| 8 września 2002 | Huracán Tres Arroyos - San Martín San Juan 1:1 Palacios - Amato                                            |
| 9 września 2002 | Deportivo Español - Atlético Rafaela 0:1 Juárez                                                            |

### Apertura 7
| Data             | Mecz                                                                                                |
| ---------------- | --------------------------------------------------------------------------------------------------- |
| 12 września 2002 | San Martín San Juan - CA Argentino de Quilmes 1:0 Díaz                                              |
| 14 września 2002 | Los Andes Buenos Aires - Gimnasia y Esgrima Concepcion del Uruguay 0:0                              |
| 14 września 2002 | Instituto Córdoba - Godoy Cruz Antonio Tomba 3:0 Boyero, Trullet, Simone                            |
| 14 września 2002 | Almagro Buenos Aires - Club El Porvenir 0:0                                                         |
| 14 września 2002 | Argentinos Juniors Buenos Aires - Huracán Tres Arroyos 0:0                                          |
| 14 września 2002 | Atlético Rafaela - Defensores de Belgrano Buenos Aires 3:1 Gandín, Forestello, Juárez - Rivadeneira |
| 15 września 2002 | CAI Comodoro Rivadavia - Juventud Antoniana Salta 0:1 Saad                                          |
| 15 września 2002 | San Martín Mendoza - Belgrano Córdoba 2:1 Iachetti, Coria k - Gómez                                 |
| 15 września 2002 | Gimnasia y Esgrima Jujuy - Almirante Brown Arrecifes 3:0 Lobo (2), Gil                              |
| 16 września 2002 | Defensa y Justicia Buenos Aires - Deportivo Español 0:1 Pelanda                                     |

### Apertura 8
| Data             | Mecz                                                                                |
| ---------------- | ----------------------------------------------------------------------------------- |
| 19 września 2002 | Huracán Tres Arroyos - Almagro Buenos Aires 1:1 Di Benedetto s - Aguilar            |
| 21 września 2002 | Defensores de Belgrano Buenos Aires - Defensa y Justicia Buenos Aires 0:1 Lugüercio |
| 21 września 2002 | Deportivo Español - Gimnasia y Esgrima Jujuy 0:2 Morales Santos k, Juárez           |
| 21 września 2002 | Almirante Brown Arrecifes - Gimnasia y Esgrima Concepcion del Uruguay 1:0 Martelli  |
| 21 września 2002 | CA Argentino de Quilmes - Argentinos Juniors Buenos Aires 0:0                       |
| 21 września 2002 | Belgrano Córdoba - Atlético Rafaela 1:2 Mugnaini - Gandín, Forestello               |
| 22 września 2002 | CAI Comodoro Rivadavia - Los Andes Buenos Aires 2:0 Ascensio, Lemes                 |
| 22 września 2002 | Godoy Cruz Antonio Tomba - San Martín Mendoza 0:0                                   |
| 22 września 2002 | Juventud Antoniana Salta - San Martín San Juan 1:0 Becerra                          |
| 23 września 2002 | Club El Porvenir - Instituto Córdoba 1:4 Leva - Boyero, Agotegaray, Sarría (2)      |

### Apertura 9
| Data             | Mecz |
| ---------------- | --- |
| 26 września 2002 | Atlético Rafaela - Godoy Cruz Antonio Tomba 1:1 Forestello - Benítez                                     |
| 28 września 2002 | Los Andes Buenos Aires - Almirante Brown Arrecifes 1:1 Ruiz - Rizzo                                      |
| 28 września 2002 | Defensa y Justicia Buenos Aires - Belgrano Córdoba 1:0 Lugüercio k                                       |
| 28 września 2002 | Instituto Córdoba - Huracán Tres Arroyos 0:2 García, Palacio                                             |
| 28 września 2002 | Argentinos Juniors Buenos Aires - Juventud Antoniana Salta 2:2 Gómez k, González - Saad (2)              |
| 29 września 2002 | Gimnasia y Esgrima Concepcion del Uruguay - Deportivo Español 2:3 Berra, Colombo - Romero, López, Blanco |
| 29 września 2002 | San Martín Mendoza - Club El Porvenir 1:2 Coria k - Ramos s, Insaurralde                                 |
| 29 września 2002 | San Martín San Juan - CAI Comodoro Rivadavia 0:1 Ulloa                                                   |
| 29 września 2002 | Gimnasia y Esgrima Jujuy - Defensores de Belgrano Buenos Aires 2:1 Morales Santos, Lobo - Bastianini     |
| 30 września 2002 | Almagro Buenos Aires - CA Argentino de Quilmes 1:1 Aguilar - Torres                                      |

### Apertura 10
| Data                | Mecz                                                                                                   |
| ------------------- | --- |
| 3 października 2002 | Godoy Cruz Antonio Tomba - Defensa y Justicia Buenos Aires 1:3 Giménez - Galleguillo (2, 1k), Menghini |
| 4 października 2002 | Huracán Tres Arroyos - San Martín Mendoza 3:1 I. Dragojevich, Palacio, García - Nasta                  |
| 5 października 2002 | CAI Comodoro Rivadavia - Argentinos Juniors Buenos Aires 0:3 Gómez, Pisculichi (2)                     |
| 5 października 2002 | Club El Porvenir - Atlético Rafaela 0:0                                                                |
| 5 października 2002 | Deportivo Español - Almirante Brown Arrecifes 3:1 Stang, Cinto, Luna - Fantini                         |
| 5 października 2002 | CA Argentino de Quilmes - Instituto Córdoba 0:3 Boyero (2), Sarría                                     |
| 5 października 2002 | Belgrano Córdoba - Gimnasia y Esgrima Jujuy 2:1 Favre, Pérez - Gil                                     |
| 5 października 2002 | Juventud Antoniana Salta - Almagro Buenos Aires 2:1 Velarde (2) - Gianfelice                           |
| 6 października 2002 | San Martín San Juan - Los Andes Buenos Aires 2:1 Gómez (2) - Saboredo k                                |
| 7 października 2002 | Defensores de Belgrano Buenos Aires - Gimnasia y Esgrima Concepcion del Uruguay 0:0                    |

### Apertura 11
| Data                 | Mecz |
| -------------------- | --- |
| 10 października 2002 | Instituto Córdoba - Juventud Antoniana Salta 6:0 Simone (3), Boyero, Trullet k, Barreto                   |
| 11 października 2002 | Gimnasia y Esgrima Jujuy - Godoy Cruz Antonio Tomba 3:0 Lobo, Sosa, Juárez                                |
| 12 października 2002 | Almirante Brown Arrecifes - Defensores de Belgrano Buenos Aires 2:1 González, Martelli k - Rivadeneira    |
| 12 października 2002 | Defensa y Justicia Buenos Aires - Club El Porvenir 1:1 Arébalo - Alves                                    |
| 12 października 2002 | Atlético Rafaela - Huracán Tres Arroyos 3:2 Juárez, Barrientos, Forestello - García, Abad                 |
| 12 października 2002 | San Martín Mendoza - CA Argentino de Quilmes 2:2 Iachetti, Díaz - Torres, Nardi                           |
| 12 października 2002 | Almagro Buenos Aires - CAI Comodoro Rivadavia 2:1 Gianfelice (2, 1k) - Tabares                            |
| 13 października 2002 | Gimnasia y Esgrima Concepcion del Uruguay - Belgrano Córdoba 2:1 L. Vendakis, Oyarbide - Villalba         |
| 14 października 2002 | Los Andes Buenos Aires - Deportivo Español 5:3 Gatti, Ríos (2), Saboredo k, Ruiz Díaz - Blanco, López (2) |
| 14 października 2002 | Argentinos Juniors Buenos Aires - San Martín San Juan 3:1 González, Leone, Orcellet - Molina              |

### Apertura 12
| Data                 | Mecz |
| -------------------- | --- |
| 17 października 2002 | Huracán Tres Arroyos - Defensa y Justicia Buenos Aires 2:1 Cortez k, Bortolazzo - Lugüercio                 |
| 18 października 2002 | Juventud Antoniana Salta - San Martín Mendoza 0:1 Zwenger                                                   |
| 18 października 2002 | Godoy Cruz Antonio Tomba - Gimnasia y Esgrima Concepcion del Uruguay 1:2 Torresi - L. Vendakis, R. Vendakis |
| 19 października 2002 | CA Argentino de Quilmes - Atlético Rafaela 1:1 Torres k - García                                            |
| 19 października 2002 | Defensores de Belgrano Buenos Aires - Deportivo Español 0:0                                                 |
| 19 października 2002 | Club El Porvenir - Gimnasia y Esgrima Jujuy 1:1 Leva - Gómez                                                |
| 19 października 2002 | Belgrano Córdoba - Almirante Brown Arrecifes 2:1 Pérez, Villalba - Pringles                                 |
| 19 października 2002 | CAI Comodoro Rivadavia - Instituto Córdoba 2:2 Lemes, Funes - Sarría, Piro                                  |
| 20 października 2002 | San Martín San Juan - Almagro Buenos Aires 0:0                                                              |
| 21 października 2002 | Argentinos Juniors Buenos Aires - Los Andes Buenos Aires 3:1 Pisculichi (2), González - Leiva               |

### Apertura 13
| Data                 | Mecz                                                                                             |
| -------------------- | ------------------------------------------------------------------------------------------------ |
| 24 października 2002 | Atlético Rafaela - Juventud Antoniana Salta 2:0 Forestello, Gandín                               |
| 25 października 2002 | Instituto Córdoba - San Martín San Juan 2:1 Simone (2) - Artes                                   |
| 25 października 2002 | Gimnasia y Esgrima Jujuy - Huracán Tres Arroyos 3:0 Nicotra s, Casartelli, Comminges             |
| 26 października 2002 | Los Andes Buenos Aires - Defensores de Belgrano Buenos Aires 1:1 Saboredo k - Aquino k           |
| 26 października 2002 | Deportivo Español - Belgrano Córdoba 0:0                                                         |
| 26 października 2002 | Almirante Brown Arrecifes - Godoy Cruz Antonio Tomba 3:5 Martelli (2), Galarza - Giménez (5, 2k) |
| 26 października 2002 | Defensa y Justicia Buenos Aires - CA Argentino de Quilmes 1:1 Saccone - Gerlo                    |
| 27 października 2002 | Gimnasia y Esgrima Concepcion del Uruguay - Club El Porvenir 0:1 Alves                           |
| 27 października 2002 | San Martín Mendoza - CAI Comodoro Rivadavia 2:0 Iachetti, Videla                                 |
| 28 października 2002 | Almagro Buenos Aires - Argentinos Juniors Buenos Aires 0:0                                       |

### Apertura 14
| Data                 | Mecz |
| -------------------- | --- |
| 31 października 2002 | Belgrano Córdoba - Defensores de Belgrano Buenos Aires 0:1 Aragón                                              |
| 1 listopada 2002     | Juventud Antoniana Salta - Defensa y Justicia Buenos Aires 0:0                                                 |
| 1 listopada 2002     | Godoy Cruz Antonio Tomba - Deportivo Español 3:0 Benítez, Castro, Giménez k                                    |
| 2 listopada 2002     | Club El Porvenir - Almirante Brown Arrecifes 2:0 Zarif, Alves                                                  |
| 2 listopada 2002     | CA Argentino de Quilmes - Gimnasia y Esgrima Jujuy 2:1 Torres (2) - Giménez                                    |
| 2 listopada 2002     | CAI Comodoro Rivadavia - Atlético Rafaela 0:1 Forestello                                                       |
| 2 listopada 2002     | Argentinos Juniors Buenos Aires - Instituto Córdoba 1:0 Leone                                                  |
| 3 listopada 2002     | San Martín San Juan - San Martín Mendoza 0:2 Núñez, Iachetti                                                   |
| 3 listopada 2002     | Huracán Tres Arroyos - Gimnasia y Esgrima Concepcion del Uruguay 5:1 Palacios, García (2), Corti, Abad - Silva |
| 4 listopada 2002     | Almagro Buenos Aires - Los Andes Buenos Aires 2:1 Figueroa, Couceiro - Ayala                                   |

### Apertura 15
| Data              | Mecz |
| ----------------- | --- |
| 7 listopada 2002  | Atlético Rafaela - San Martín San Juan 0:0                                                                   |
| 8 listopada 2002  | San Martín Mendoza - Argentinos Juniors Buenos Aires 2:1 Zárate, Iachetti - González                         |
| 9 listopada 2002  | Los Andes Buenos Aires - Belgrano Córdoba 0:1 Villalba                                                       |
| 9 listopada 2002  | Defensores de Belgrano Buenos Aires - Godoy Cruz Antonio Tomba 3:0 Rivadeneira, Rodríguez, Aragón            |
| 9 listopada 2002  | Deportivo Español - Club El Porvenir 1:1 Pelanda - Leva                                                      |
| 9 listopada 2002  | Almirante Brown Arrecifes - Huracán Tres Arroyos 1:1 Risso - García                                          |
| 9 listopada 2002  | Instituto Córdoba - Almagro Buenos Aires 1:1 Simone - Córdoba                                                |
| 10 listopada 2002 | Gimnasia y Esgrima Jujuy - Juventud Antoniana Salta 2:0 Gil, González                                        |
| 10 listopada 2002 | Gimnasia y Esgrima Concepcion del Uruguay - CA Argentino de Quilmes 1:3 L. Vendakis - Braña, Marclay, Torres |
| 11 listopada 2002 | Defensa y Justicia Buenos Aires - CAI Comodoro Rivadavia 1:2 Arcamone - Lemes, Ascensio                      |

### Apertura 16
| Data              | Mecz |
| ----------------- | --- |
| 14 listopada 2002 | Instituto Córdoba - Los Andes Buenos Aires 0:0                                                                               |
| 15 listopada 2002 | Godoy Cruz Antonio Tomba - Belgrano Córdoba 2:2 Giménez, Benítez - Pérez, Gómez                                              |
| 16 listopada 2002 | Almagro Buenos Aires - San Martín Mendoza 1:0 Figueroa                                                                       |
| 16 listopada 2002 | Club El Porvenir - Defensores de Belgrano Buenos Aires 2:1 Leva, Añaños - Quiroga                                            |
| 16 listopada 2002 | Argentinos Juniors Buenos Aires - Atlético Rafaela 1:2 Castro - Sánchez Varela k, Gandín                                     |
| 17 listopada 2002 | CAI Comodoro Rivadavia - Gimnasia y Esgrima Jujuy 1:2 Ascensio - Lobo (2)                                                    |
| 17 listopada 2002 | Juventud Antoniana Salta - Gimnasia y Esgrima Concepcion del Uruguay 4:2 Pérez, Saad, Romay, Cerrutti - Fontana, L. Vendakis |
| 17 listopada 2002 | San Martín San Juan - Defensa y Justicia Buenos Aires 2:0 Montagna, Zelaye k                                                 |
| 17 listopada 2002 | Huracán Tres Arroyos - Deportivo Español 2:1 ?, ? - ?                                                                        |
| 18 listopada 2002 | CA Argentino de Quilmes - Almirante Brown Arrecifes 2:0 Alayes, Torres k                                                     |

### Apertura 17
| Data              | Mecz |
| ----------------- | --- |
| 21 listopada 2002 | Atlético Rafaela - Almagro Buenos Aires 1:2 Sánchez Varela k - Carranza, Gianfelice k                                      |
| 22 listopada 2002 | Gimnasia y Esgrima Jujuy - San Martín San Juan 2:0 Gómez, Escobar                                                          |
| 22 listopada 2002 | San Martín Mendoza - Instituto Córdoba 2:0 Coria (2)                                                                       |
| 23 listopada 2002 | Defensores de Belgrano Buenos Aires - Huracán Tres Arroyos 0:0                                                             |
| 23 listopada 2002 | Defensa y Justicia Buenos Aires - Argentinos Juniors Buenos Aires 3:3 Vallejos k, Gaitán, Garay - González (2), Pisculichi |
| 23 listopada 2002 | Almirante Brown Arrecifes - Juventud Antoniana Salta 0:1 Iturrieta                                                         |
| 23 listopada 2002 | Deportivo Español - CA Argentino de Quilmes 0:6 Benítez (2), Raymonda (2), Alayes, Torres                                  |
| 23 listopada 2002 | Belgrano Córdoba - Club El Porvenir 3:1 Pérez, Villalba, Cardoso - Insaurralde                                             |
| 24 listopada 2002 | Gimnasia y Esgrima Concepcion del Uruguay - CAI Comodoro Rivadavia 4:1 Silva (3, 1k), Sena - Kesseler                      |
| 25 listopada 2002 | Los Andes Buenos Aires - Godoy Cruz Antonio Tomba 3:2 Leiva (2), Domínguez - Flotta s, Torresi                             |

### Apertura 18
| Data              | Mecz |
| ----------------- | --- |
| 28 listopada 2002 | Huracán Tres Arroyos - Belgrano Córdoba 0:2 Alaniz, Gómez                                                |
| 29 listopada 2002 | San Martín San Juan - Gimnasia y Esgrima Concepcion del Uruguay 2:2 Gómez, Ceballos - Silva, L. Vendakis |
| 29 listopada 2002 | Juventud Antoniana Salta - Deportivo Español 0:0                                                         |
| 30 listopada 2002 | Club El Porvenir - Godoy Cruz Antonio Tomba 1:1 Alves - Panella                                          |
| 30 listopada 2002 | CAI Comodoro Rivadavia - Almirante Brown Arrecifes 2:1 Tabares (2) - Lovera                              |
| 30 listopada 2002 | Instituto Córdoba - Atlético Rafaela 2:1 Córdoba, Simone - Del Bono                                      |
| 30 listopada 2002 | Argentinos Juniors Buenos Aires - Gimnasia y Esgrima Jujuy 2:0 Coyette, González                         |
| 30 listopada 2002 | CA Argentino de Quilmes - Defensores de Belgrano Buenos Aires 1:2 Alayes - Bastianini (2)                |
| 1 grudnia 2002    | San Martín Mendoza - Los Andes Buenos Aires 0:0                                                          |
| 2 grudnia 2002    | Almagro Buenos Aires - Defensa y Justicia Buenos Aires 0:5 Arcamone (2), Saccone, Menghini, Bustos       |

### Apertura 19
| Data           | Mecz                                                                                                  |
| -------------- | --- |
| 5 grudnia 2002 | Defensores de Belgrano Buenos Aires - Juventud Antoniana Salta 0:0                                    |
| 6 grudnia 2002 | Gimnasia y Esgrima Jujuy - Almagro Buenos Aires 0:1 Castano                                           |
| 6 grudnia 2002 | Godoy Cruz Antonio Tomba - Huracán Tres Arroyos 2:1 Giménez, Benítez - Palacio                        |
| 7 grudnia 2002 | Almirante Brown Arrecifes - San Martín San Juan 1:4 Lovera - A. Gómez, Artés, Montagna k, Moya s      |
| 7 grudnia 2002 | Gimnasia y Esgrima Concepcion del Uruguay - Argentinos Juniors Buenos Aires 1:2 Silva - Castro, Leone |
| 7 grudnia 2002 | Defensa y Justicia Buenos Aires - Instituto Córdoba 1:0 Saccone                                       |
| 7 grudnia 2002 | Atlético Rafaela - San Martín Mendoza 2:0 Sánchez Varela k, Forestello                                |
| 7 grudnia 2002 | Los Andes Buenos Aires - Club El Porvenir 3:1 Leiva (2), Domínguez - Leva                             |
| 7 grudnia 2002 | Belgrano Córdoba - CA Argentino de Quilmes 0:1 Gerlo                                                  |
| 9 grudnia 2002 | Deportivo Español - CAI Comodoro Rivadavia 1:1 Stalteri - Tabares                                     |

### Tabela końcowa turnieju Apertura 2002/03
| Poz | Klub                                      | Mecze | Zw | Rem | Por | Pkt | BrZd | BrStr |
| --- | ----------------------------------------- | ----- | -- | --- | --- | --- | ---- | ----- |
| 1   | Atlético Rafaela                          | 19    | 11 | 5   | 3   | 38  | 28   | 16    |
| 2   | Argentinos Juniors Buenos Aires           | 19    | 10 | 6   | 3   | 36  | 29   | 15    |
| 3   | CA Argentino de Quilmes                   | 19    | 9  | 6   | 4   | 33  | 34   | 17    |
| 4   | Instituto Córdoba                         | 19    | 9  | 5   | 5   | 32  | 29   | 17    |
| 5   | Defensa y Justicia Buenos Aires           | 19    | 9  | 4   | 6   | 31  | 28   | 21    |
| 6   | San Martín Mendoza                        | 19    | 8  | 5   | 6   | 29  | 24   | 16    |
| 7   | Juventud Antoniana Salta                  | 19    | 8  | 5   | 6   | 29  | 20   | 22    |
| 8   | Huracán Tres Arroyos                      | 19    | 7  | 6   | 6   | 27  | 26   | 23    |
| 9   | Almagro Buenos Aires                      | 19    | 6  | 9   | 4   | 27  | 19   | 23    |
| 10  | Godoy Cruz Antonio Tomba                  | 19    | 7  | 5   | 7   | 26  | 30   | 28    |
| 11  | Gimnasia y Esgrima Jujuy                  | 19    | 8  | 2   | 9   | 26  | 23   | 21    |
| 12  | Deportivo Español                         | 19    | 6  | 6   | 7   | 24  | 19   | 29    |
| 13  | Club El Porvenir                          | 19    | 5  | 8   | 6   | 23  | 17   | 22    |
| 14  | Los Andes Buenos Aires                    | 19    | 5  | 7   | 7   | 22  | 25   | 28    |
| 15  | CAI Comodoro Rivadavia                    | 19    | 6  | 4   | 9   | 22  | 16   | 27    |
| 16  | Defensores de Belgrano Buenos Aires       | 19    | 5  | 6   | 8   | 21  | 16   | 17    |
| 17  | Belgrano Córdoba                          | 19    | 5  | 6   | 8   | 21  | 20   | 25    |
| 18  | Gimnasia y Esgrima Concepcion del Uruguay | 19    | 4  | 6   | 9   | 18  | 25   | 31    |
| 19  | San Martín San Juan                       | 19    | 4  | 6   | 9   | 18  | 17   | 25    |
| 20  | Almirante Brown Arrecifes                 | 19    | 3  | 3   | 13  | 12  | 17   | 39    |

### Apertura - klasyfikacja strzelców bramek
| Gole | Piłkarz  | Klub                     |
| ---- | -------- | ------------------------ |
| 13   | Torres   | CA Argentino de Quilmes  |
| 13   | Giménez  | Godoy Cruz Antonio Tomba |
| 9    | Iachetti | San Martín Mendoza       |
| 8    | García   | Huracán Tres Arroyos     |
| 8    | Sarría   | Instituto Cordoba        |
| 8    | Simone   | Instituto Cordoba        |

## Torneo Clausura 2002/03

### Clausura 1
| Data             | Mecz |
| ---------------- | --- |
| 30 stycznia 2003 | Atlético Rafaela - Los Andes Buenos Aires 4:2 Ruiz Díaz, Forestello, Juárez k, Barrientos - Ríos, Netto               |
| 31 stycznia 2003 | Belgrano Córdoba - Juventud Antoniana Salta 2:0 Artime (2)                                                            |
| 31 stycznia 2003 | Instituto Córdoba - Gimnasia y Esgrima Jujuy 0:0                                                                      |
| 1 lutego 2003    | Almirante Brown Arrecifes - Argentinos Juniors Buenos Aires 1:1 Carballo - R. González                                |
| 1 lutego 2003    | Deportivo Español - San Martín San Juan 1:2 Cinto - Díaz, Soler                                                       |
| 1 lutego 2003    | Defensa y Justicia Buenos Aires - San Martín Mendoza 2:2 Arcamone, Mazzina - Hernández, Iachetti                      |
| 1 lutego 2003    | Club El Porvenir - Huracán Tres Arroyos 1:1 Quintana s - Galván                                                       |
| 1 lutego 2003    | Godoy Cruz Antonio Tomba - CA Argentino de Quilmes 1:1 Duarte - Raggio                                                |
| 2 lutego 2003    | Gimnasia y Esgrima Concepcion del Uruguay - Almagro Buenos Aires 4:4 Solari (3), Boujón - Carrera, Figueroa (3)       |
| 3 lutego 2003    | Defensores de Belgrano Buenos Aires - CAI Comodoro Rivadavia 4:2 Sand, Caiafa, Aquino (2, 1k) - Tabares, H. Fernández |

### Clausura 2
| Data           | Mecz |
| -------------- | --- |
| 6 lutego 2003  | Instituto Córdoba - Gimnasia y Esgrima Concepcion del Uruguay 1:1 Barrera - Silva                                    |
| 7 lutego 2003  | Atlético Rafaela - Defensa y Justicia Buenos Aires 1:0 Forestello                                                    |
| 8 lutego 2003  | CAI Comodoro Rivadavia - Belgrano Córdoba 2:1 Tabares, Cáceres - Pérez                                               |
| 8 lutego 2003  | Argentinos Juniors Buenos Aires - Deportivo Español 3:1 Castro, Coyette, González - Palavecino                       |
| 8 lutego 2003  | Almagro Buenos Aires - Almirante Brown Arrecifes 1:0 Gallardo                                                        |
| 8 lutego 2003  | Los Andes Buenos Aires - Huracán Tres Arroyos 3:5 Saboredo, Frangipane, Ayala - Palacio, Galván, Guevara (2), García |
| 9 lutego 2003  | Juventud Antoniana Salta - Godoy Cruz Antonio Tomba 0:0                                                              |
| 9 lutego 2003  | San Martín Mendoza - Gimnasia y Esgrima Jujuy 2:0 Coria (2)                                                          |
| 9 lutego 2003  | San Martín San Juan - Defensores de Belgrano Buenos Aires 3:3 Molina, Fullana, Soler - Caiafa, Sand, Gab. Pereyra    |
| 10 lutego 2003 | CA Argentino de Quilmes - Club El Porvenir 3:2 Bueno, Mazzoni, Torres - Alves (2)                                    |

### Clausura 3
| Data           | Mecz |
| -------------- | --- |
| 13 lutego 2003 | Belgrano Córdoba - San Martín San Juan 1:0 Artime                                                                  |
| 14 lutego 2003 | Godoy Cruz Antonio Tomba - CAI Comodoro Rivadavia 1:0 Benítez                                                      |
| 15 lutego 2003 | Defensa y Justicia Buenos Aires - Los Andes Buenos Aires 1:1 Benítez - Leiva                                       |
| 15 lutego 2003 | Almirante Brown Arrecifes - Instituto Córdoba 2:1 Lovera, Martín - Barrera                                         |
| 15 lutego 2003 | Club El Porvenir - Juventud Antoniana Salta 1:2 Rodríguez - Cerutti, Paruolo                                       |
| 15 lutego 2003 | Deportivo Español - Almagro Buenos Aires 0:2 Castano, Sartori                                                      |
| 16 lutego 2003 | Gimnasia y Esgrima Concepcion del Uruguay - San Martín Mendoza 4:0 Silva (4)                                       |
| 16 lutego 2003 | Gimnasia y Esgrima Jujuy - Atlético Rafaela 0:1 García                                                             |
| 17 lutego 2003 | Huracán Tres Arroyos - CA Argentino de Quilmes 2:0 García (2)                                                      |
| 18 marca 2003  | Defensores de Belgrano Buenos Aires - Argentinos Juniors Buenos Aires 1:3 Vilariño - Pisculichi, González, Arriola |

### Clausura 4
| Data           | Mecz |
| -------------- | --- |
| 20 lutego 2003 | Almagro Buenos Aires - Defensores de Belgrano Buenos Aires 0:4 Sand (2), Caiafa, G. Pereyra                       |
| 21 lutego 2003 | Instituto Córdoba - Deportivo Español 2:1 Simone, Boyero - Huertas                                                |
| 21 lutego 2003 | Juventud Antoniana Salta - Huracán Tres Arroyos 0:3 Guevara, García, Galván k                                     |
| 22 lutego 2003 | Los Andes Buenos Aires - CA Argentino de Quilmes 1:0 Frangipane                                                   |
| 22 lutego 2003 | Argentinos Juniors Buenos Aires - Belgrano Córdoba 5:0 González (3, 1k), Barrios, Leone                           |
| 22 lutego 2003 | Defensa y Justicia Buenos Aires - Gimnasia y Esgrima Jujuy 0:0                                                    |
| 22 lutego 2003 | CAI Comodoro Rivadavia - Club El Porvenir 5:3 Caamaño, Cabrera, Tabares (3) - Alves, Zarif, Rodríguez             |
| 23 lutego 2003 | San Martín San Juan - Godoy Cruz Antonio Tomba 0:2 Pozo k, Cabrera                                                |
| 23 lutego 2003 | San Martín Mendoza - Almirante Brown Arrecifes 2:0 Zwenger, Bernal                                                |
| 24 lutego 2003 | Atlético Rafaela - Gimnasia y Esgrima Concepcion del Uruguay 3:2 Forestello, Del Bono, Barrientos - Silva, Solari |

### Clausura 5
| Data           | Mecz |
| -------------- | --- |
| 27 lutego 2003 | Deportivo Español - San Martín Mendoza 0:1 Iachetti                                                        |
| 28 lutego 2003 | Belgrano Córdoba - Almagro Buenos Aires 1:0 Bustos                                                         |
| 28 lutego 2003 | Huracán Tres Arroyos - CAI Comodoro Rivadavia 3:1 ?, ? - ?                                                 |
| 1 marca 2003   | Godoy Cruz Antonio Tomba - Argentinos Juniors Buenos Aires 0:1 González k                                  |
| 1 marca 2003   | Defensores de Belgrano Buenos Aires - Instituto Córdoba 2:2 Aquino (2, 1k) - Boyero (2)                    |
| 1 marca 2003   | Almirante Brown Arrecifes - Atlético Rafaela 0:2 Del Bono, Forestello                                      |
| 1 marca 2003   | CA Argentino de Quilmes - Juventud Antoniana Salta 2:2 Alayes, Benítez - Alfaro, Velarde                   |
| 1 marca 2003   | Club El Porvenir - San Martín San Juan 3:1 D. Gómez s, García, Leva - Pacheco                              |
| 2 marca 2003   | Gimnasia y Esgrima Jujuy - Los Andes Buenos Aires 1:1 Morales Santos - Saboredo                            |
| 3 marca 2003   | Gimnasia y Esgrima Concepcion del Uruguay - Defensa y Justicia Buenos Aires 1:2 Martínez - Arcamone, Garay |

### Clausura 6
| Data          | Mecz |
| ------------- | --- |
| 6 marca 2003  | Los Andes Buenos Aires - Juventud Antoniana Salta 0:2 Alfaro, Rodríguez                                                        |
| 8 marca 2003  | CAI Comodoro Rivadavia - CA Argentino de Quilmes 1:2 Tabares - C. Torres k, Alayes                                             |
| 8 marca 2003  | Defensa y Justicia Buenos Aires - Almirante Brown Arrecifes 2:1 Stalteri, Garay - Martínez                                     |
| 8 marca 2003  | Argentinos Juniors Buenos Aires - Club El Porvenir 2:0 Gómez, González k                                                       |
| 8 marca 2003  | Almagro Buenos Aires - Godoy Cruz Antonio Tomba 1:0 Demus                                                                      |
| 8 marca 2003  | Instituto Córdoba - Belgrano Córdoba 0:0                                                                                       |
| 9 marca 2003  | Gimnasia y Esgrima Jujuy - Gimnasia y Esgrima Concepcion del Uruguay 3:3 Juárez, Escobar, Casartelli k - Losada, Silva, Solari |
| 9 marca 2003  | San Martín Mendoza - Defensores de Belgrano Buenos Aires 5:2 Nasta, Hernández (2), Iachetti, Zárate - Sand, Torres Mozzoni     |
| 9 marca 2003  | San Martín San Juan - Huracán Tres Arroyos 2:0 Fullana, Pacheco                                                                |
| 10 marca 2003 | Atlético Rafaela - Deportivo Español 2:2 Forestello k, Gandín - Huertas, Ceballe                                               |

### Clausura 7
| Data          | Mecz |
| ------------- | --- |
| 13 marca 2003 | Huracán Tres Arroyos - Argentinos Juniors Buenos Aires 1:0 Dragojevich                                               |
| 14 marca 2003 | Belgrano Córdoba - San Martín Mendoza 0:0                                                                            |
| 15 marca 2003 | Club El Porvenir - Almagro Buenos Aires 1:0 García                                                                   |
| 15 marca 2003 | Almirante Brown Arrecifes - Gimnasia y Esgrima Jujuy 1:3 Martínez, Casartelli (2), González                          |
| 15 marca 2003 | Deportivo Español - Defensa y Justicia Buenos Aires 2:2 Pelanda, López - Nicastro, Stalteri                          |
| 15 marca 2003 | Defensores de Belgrano Buenos Aires - Atlético Rafaela 2:4 Caiafa, Aquino - Aragón s, Del Bono (2), Sánchez Varela k |
| 15 marca 2003 | Godoy Cruz Antonio Tomba - Instituto Córdoba 2:3 Castro, Laciar - Trullet k, Barrera, Boyero                         |
| 16 marca 2003 | Juventud Antoniana Salta - CAI Comodoro Rivadavia 2:0 Alfaro (2)                                                     |
| 16 marca 2003 | Gimnasia y Esgrima Concepcion del Uruguay - Los Andes Buenos Aires 1:3 ? - ?, ?                                      |
| 17 marca 2003 | CA Argentino de Quilmes - San Martín San Juan 0:3 Pacheco, Soler, Gerlo s                                            |

### Clausura 8
| Data          | Mecz                                                                                                   |
| ------------- | --- |
| 20 marca 2003 | Atlético Rafaela - Belgrano Córdoba 1:1 Forestello - Artime                                            |
| 21 marca 2003 | Instituto Córdoba - Club El Porvenir 2:1 Boyero, Barrera - Leva k                                      |
| 22 marca 2003 | Defensa y Justicia Buenos Aires - Defensores de Belgrano Buenos Aires 0:1 Vilariño                     |
| 22 marca 2003 | Los Andes Buenos Aires - CAI Comodoro Rivadavia 0:0                                                    |
| 22 marca 2003 | Argentinos Juniors Buenos Aires - CA Argentino de Quilmes 0:0                                          |
| 22 marca 2003 | San Martín San Juan - Juventud Antoniana Salta 0:0                                                     |
| 23 marca 2003 | Gimnasia y Esgrima Jujuy - Deportivo Español 1:0 Garnier                                               |
| 23 marca 2003 | San Martín Mendoza - Godoy Cruz Antonio Tomba 0:0                                                      |
| 23 marca 2003 | Gimnasia y Esgrima Concepcion del Uruguay - Almirante Brown Arrecifes 2:2 Silva (2) - Martínez, Lovera |
| 24 marca 2003 | Almagro Buenos Aires - Huracán Tres Arroyos 1:0 Figueroa                                               |

### Clausura 9
| Data          | Mecz                                                                                                   |
| ------------- | --- |
| 27 marca 2003 | Juventud Antoniana Salta - Argentinos Juniors Buenos Aires 2:0 García s, Velarde k                     |
| 28 marca 2003 | Belgrano Córdoba - Defensa y Justicia Buenos Aires 3:1 Cardozo, Villalba, Artime - Alaniz s            |
| 28 marca 2003 | Huracán Tres Arroyos - Instituto Córdoba 0:2 Boyero (2)                                                |
| 29 marca 2003 | Almirante Brown Arrecifes - Los Andes Buenos Aires 4:3 Martín (2), Carballo (2) - Dueña (2), Domínguez |
| 29 marca 2003 | Club El Porvenir - San Martín Mendoza 1:1 Añaños - Iachetti                                            |
| 29 marca 2003 | Defensores de Belgrano Buenos Aires - Gimnasia y Esgrima Jujuy 1:0 Bastianini                          |
| 29 marca 2003 | CA Argentino de Quilmes - Almagro Buenos Aires 3:3 Verón, Cigogna (2) - Gianfelice (2, 1k), Figueroa   |
| 29 marca 2003 | CAI Comodoro Rivadavia - San Martín San Juan 1:0 Tabares                                               |
| 29 marca 2003 | Godoy Cruz Antonio Tomba - Atlético Rafaela 5:2 Laciar (3), Gigli (2) - Forestello, García             |
| 31 marca 2003 | Deportivo Español - Gimnasia y Esgrima Concepcion del Uruguay 1:2 Pelanda - Sliva (2)                  |

### Clausura 10
| Data            | Mecz |
| --------------- | --- |
| 3 kwietnia 2003 | San Martín Mendoza - Huracán Tres Arroyos 2:1 Iachetti, Hernández - Abad                                 |
| 4 kwietnia 2003 | Gimnasia y Esgrima Jujuy - Belgrano Córdoba 0:0                                                          |
| 5 kwietnia 2003 | Almagro Buenos Aires - Juventud Antoniana Salta 1:0 Demus                                                |
| 5 kwietnia 2003 | Los Andes Buenos Aires - San Martín San Juan 2:2 Ríos, Saboredo k - Montagna, Dillon                     |
| 5 kwietnia 2003 | Defensa y Justicia Buenos Aires - Godoy Cruz Antonio Tomba 2:2 Galleguillo (2, 1k) - Pozo k, Gigli       |
| 5 kwietnia 2003 | Almirante Brown Arrecifes - Deportivo Español 2:1 Martínez, González - Pagés                             |
| 5 kwietnia 2003 | Atlético Rafaela - Club El Porvenir 3:2 Forestello, Del Bono, Marczuk - Leva, Alves                      |
| 5 kwietnia 2003 | Instituto Córdoba - CA Argentino de Quilmes 1:1 Biasotto - C. Torres k                                   |
| 6 kwietnia 2003 | Gimnasia y Esgrima Concepcion del Uruguay - Defensores de Belgrano Buenos Aires 0:2 G. Pereyra, Aquino k |
| 7 kwietnia 2003 | Argentinos Juniors Buenos Aires - CAI Comodoro Rivadavia 1:0 Machín                                      |

### Clausura 11
| Data             | Mecz |
| ---------------- | --- |
| 10 kwietnia 2003 | Huracán Tres Arroyos - Atlético Rafaela 1:2 Flores - Forestello, Barrientos                                |
| 12 kwietnia 2003 | Godoy Cruz Antonio Tomba - Gimnasia y Esgrima Jujuy 2:3 Pozo k, De la Vega - Garnier, Morales Santos, Sosa |
| 12 kwietnia 2003 | Defensores de Belgrano Buenos Aires - Almirante Brown Arrecifes 2:1 Aquino k, G. Pereyra - Martín          |
| 12 kwietnia 2003 | Club El Porvenir - Defensa y Justicia Buenos Aires 1:0 Romano                                              |
| 12 kwietnia 2003 | CAI Comodoro Rivadavia - Almagro Buenos Aires 0:3 Carrera (2), Nieto                                       |
| 12 kwietnia 2003 | Deportivo Español - Los Andes Buenos Aires 1:1 Banegas - Saboredo k                                        |
| 12 kwietnia 2003 | San Martín San Juan - Argentinos Juniors Buenos Aires 0:2 Testa, Barrios                                   |
| 12 kwietnia 2003 | Juventud Antoniana Salta - Instituto Córdoba 2:2 Velarde, Cerutti - Silva, Bilbao                          |
| 13 kwietnia 2003 | Belgrano Córdoba - Gimnasia y Esgrima Concepcion del Uruguay 5:0 Pérez, Artime (2, 1k), Cardozo, Alaniz    |
| 14 kwietnia 2003 | CA Argentino de Quilmes - San Martín Mendoza 1:0 Cigogna                                                   |

### Clausura 12
| Data             | Mecz |
| ---------------- | --- |
| 17 kwietnia 2003 | Defensa y Justicia Buenos Aires - Huracán Tres Arroyos 1:0 Villalba                                     |
| 19 kwietnia 2003 | Almirante Brown Arrecifes - Belgrano Córdoba 3:2 González, Martín, Busto - Puertas (2)                  |
| 19 kwietnia 2003 | Almagro Buenos Aires - San Martín San Juan 4:2 Figueroa (2), Demus, Gianfelice k - Gómez, Córdoba s     |
| 19 kwietnia 2003 | Atlético Rafaela - CA Argentino de Quilmes 3:2 Celaya, García, Raggio s - Fernández, D. Torres          |
| 20 kwietnia 2003 | San Martín Mendoza - Juventud Antoniana Salta 2:0 Iachetti k, Coria                                     |
| 20 kwietnia 2003 | Gimnasia y Esgrima Concepcion del Uruguay - Godoy Cruz Antonio Tomba 0:3 Gigli (2), Castro              |
| 20 kwietnia 2003 | Gimnasia y Esgrima Jujuy - Club El Porvenir 1:3 Arnedo - Delfino s, Romano, Santa Cruz                  |
| 20 kwietnia 2003 | Instituto Córdoba - CAI Comodoro Rivadavia 1:0 Boyero                                                   |
| 21 kwietnia 2003 | Los Andes Buenos Aires - Argentinos Juniors Buenos Aires 1:3 Domínguez - Coyette, Arriola, Pisculichi k |
| 29 kwietnia 2003 | Deportivo Español - Defensores de Belgrano Buenos Aires 3:1 Barrionuevo, Stang, Penco - Caiafa          |

### Clausura 13
| Data             | Mecz                                                                                          |
| ---------------- | --------------------------------------------------------------------------------------------- |
| 30 kwietnia 2003 | Juventud Antoniana Salta - Atlético Rafaela 0:1 García                                        |
| 3 maja 2003      | Huracán Tres Arroyos - Gimnasia y Esgrima Jujuy 4:1 Galván, García, Palacio, Abad - Coria     |
| 3 maja 2003      | Godoy Cruz Antonio Tomba - Almirante Brown Arrecifes 3:1 De la Vega, Pozo k, Cabrera - Brisio |
| 3 maja 2003      | CA Argentino de Quilmes - Defensa y Justicia Buenos Aires 2:1 Abaurre, Cigogna - Stalteri     |
| 3 maja 2003      | Club El Porvenir - Gimnasia y Esgrima Concepcion del Uruguay 1:1 Alves - Añaños s             |
| 3 maja 2003      | CAI Comodoro Rivadavia - San Martín Mendoza 3:1 Funes, Bustos, Tabares - Martínez             |
| 3 maja 2003      | Argentinos Juniors Buenos Aires - Almagro Buenos Aires 2:0 Gianni, Leone                      |
| 4 maja 2003      | Belgrano Córdoba - Deportivo Español 1:0 Pérez                                                |
| 4 maja 2003      | San Martín San Juan - Instituto Córdoba 0:0                                                   |
| 8 maja 2003      | Defensores de Belgrano Buenos Aires - Los Andes Buenos Aires 0:1 Dueña                        |

### Clausura 14
| Data         | Mecz                                                                                      |
| ------------ | ----------------------------------------------------------------------------------------- |
| 8 maja 2003  | CA Argentino de Quilmes - Gimnasia y Esgrima Jujuy 0:0                                    |
| 10 maja 2003 | Defensa y Justicia Buenos Aires - Juventud Antoniana Salta 1:0 Stalteri                   |
| 10 maja 2003 | Deportivo Español - Godoy Cruz Antonio Tomba 1:3 Penco - Gigli (2), Perulán               |
| 10 maja 2003 | Almirante Brown Arrecifes - Club El Porvenir 0:0                                          |
| 10 maja 2003 | Atlético Rafaela - CAI Comodoro Rivadavia 1:3 Zanabria - Cáceres, Tabares, Funes          |
| 11 maja 2003 | San Martín Mendoza - San Martín San Juan 2:1 Iachetti, Coria - Fullana                    |
| 11 maja 2003 | Gimnasia y Esgrima Concepcion del Uruguay - Huracán Tres Arroyos 2:0 Berra, Fontana       |
| 12 maja 2003 | Instituto Córdoba - Argentinos Juniors Buenos Aires 0:0                                   |
| 15 maja 2003 | Los Andes Buenos Aires - Almagro Buenos Aires 2:2 Sparapani, Olivera - Gianfelice, Casaña |
| 15 maja 2003 | Defensores de Belgrano Buenos Aires - Belgrano Córdoba 0:0                                |

### Clausura 15
| Data         | Mecz |
| ------------ | --- |
| 22 maja 2003 | Argentinos Juniors Buenos Aires - San Martín Mendoza 2:2 Barrios, Pisculichi - Martínez, Coria                                      |
| 24 maja 2003 | Huracán Tres Arroyos - Almirante Brown Arrecifes 3:0 Guevara (3)                                                                    |
| 24 maja 2003 | CAI Comodoro Rivadavia - Defensa y Justicia Buenos Aires 0:2 Surza, Villalba                                                        |
| 24 maja 2003 | Godoy Cruz Antonio Tomba - Defensores de Belgrano Buenos Aires 0:2 Rodríguez, G. Pereyra k                                          |
| 25 maja 2003 | Belgrano Córdoba - Los Andes Buenos Aires 1:1 Cardozo - Domínguez                                                                   |
| 25 maja 2003 | Club El Porvenir - Deportivo Español 1:0 Mellado                                                                                    |
| 25 maja 2003 | Juventud Antoniana Salta - Gimnasia y Esgrima Jujuy 2:0 Cerutti (2)                                                                 |
| 25 maja 2003 | CA Argentino de Quilmes - Gimnasia y Esgrima Concepcion del Uruguay 5:1 Raggio k, Vázquez s, Fernández, Benítez, Cigogna - Raggio s |
| 25 maja 2003 | San Martín San Juan - Atlético Rafaela 0:0                                                                                          |
| 26 maja 2003 | Almagro Buenos Aires - Instituto Córdoba 5:0 Demus, Carrera (2), Castano, Figueroa k                                                |

### Clausura 16
| Data           | Mecz |
| -------------- | --- |
| 29 maja 2003   | Defensa y Justicia Buenos Aires - San Martín San Juan 1:0 Galleguillo k                                    |
| 31 maja 2003   | Los Andes Buenos Aires - Instituto Córdoba 1:0 Saboredo k                                                  |
| 31 maja 2003   | Belgrano Córdoba - Godoy Cruz Antonio Tomba 0:2 Gigli (2)                                                  |
| 31 maja 2003   | Defensores de Belgrano Buenos Aires - Club El Porvenir 1:0 Aquino k                                        |
| 31 maja 2003   | Atlético Rafaela - Argentinos Juniors Buenos Aires 0:0                                                     |
| 31 maja 2003   | Deportivo Español - Huracán Tres Arroyos 2:4 Barrionuevo, Penco - Guevara, García, Palacio, I. Dragojevich |
| 31 maja 2003   | Almirante Brown Arrecifes - CA Argentino de Quilmes 1:3 Raggio s - Raggio k, Benítez, Fernández            |
| 1 czerwca 2003 | Gimnasia y Esgrima Jujuy - CAI Comodoro Rivadavia 2:2 González (2) - Tabares, Fernández                    |
| 1 czerwca 2003 | Gimnasia y Esgrima Concepcion del Uruguay - Juventud Antoniana Salta 0:1 Cerutti                           |
| 2 czerwca 2003 | San Martín Mendoza - Almagro Buenos Aires 1:0 Zwenger                                                      |

### Clausura 17
| Data           | Mecz |
| -------------- | --- |
| 5 czerwca 2003 | Godoy Cruz Antonio Tomba - Los Andes Buenos Aires 1:1 Gigli - Frangipane                                       |
| 7 czerwca 2003 | Almagro Buenos Aires - Atlético Rafaela 1:1 Figueroa - Forestello                                              |
| 7 czerwca 2003 | Instituto Córdoba - San Martín Mendoza 0:0                                                                     |
| 7 czerwca 2003 | Huracán Tres Arroyos - Defensores de Belgrano Buenos Aires 1:0 García                                          |
| 7 czerwca 2003 | Juventud Antoniana Salta - Almirante Brown Arrecifes 0:2 Lovera (2)                                            |
| 7 czerwca 2003 | CA Argentino de Quilmes - Deportivo Español 2:1 Desábato, Gerlo - Barrionuevo                                  |
| 7 czerwca 2003 | Club El Porvenir - Belgrano Córdoba 0:2 Amaya, Villalba                                                        |
| 7 czerwca 2003 | CAI Comodoro Rivadavia - Gimnasia y Esgrima Concepcion del Uruguay 3:2 Fernández (2), Guaymas - Noir, Martínez |
| 8 czerwca 2003 | San Martín - Gimnasia y Esgrima Jujuy 0:1 Garnier                                                              |
| 9 czerwca 2003 | Argentinos Juniors Buenos Aires - Defensa y Justicia Buenos Aires 2:0 Díaz, González                           |

### Clausura 18
| Data            | Mecz                                                                                        |
| --------------- | ------------------------------------------------------------------------------------------- |
| 14 czerwca 2003 | Belgrano Córdoba - Huracán Tres Arroyos 1:0 Villarreal                                      |
| 14 czerwca 2003 | Deportivo Español - Juventud Antoniana Salta 1:1 Barrionuevo k - Alfaro k                   |
| 14 czerwca 2003 | Godoy Cruz Antonio Tomba - Club El Porvenir 2:0 Castro, Gigli                               |
| 14 czerwca 2003 | Almirante Brown Arrecifes - CAI Comodoro Rivadavia 4:0 González, Muñoz, Chiesa, Martín      |
| 14 czerwca 2003 | Atlético Rafaela - Instituto Córdoba 1:1 Clementz - Biasotto                                |
| 14 czerwca 2003 | Gimnasia y Esgrima Jujuy - Argentinos Juniors Buenos Aires 2:1 Casartelli (2, 1k) - Barrios |
| 14 czerwca 2003 | Defensores de Belgrano Buenos Aires - CA Argentino de Quilmes 0:1 Torres                    |
| 14 czerwca 2003 | Los Andes Buenos Aires - San Martín Mendoza 0:2 Nasta, Coria                                |
| 14 czerwca 2003 | Defensa y Justicia Buenos Aires - Almagro Buenos Aires 0:0                                  |
| 15 czerwca 2003 | Gimnasia y Esgrima Concepcion del Uruguay - San Martín San Juan 0:0                         |

### Clausura 19
| Data            | Mecz                                                                                                |
| --------------- | --------------------------------------------------------------------------------------------------- |
| 19 czerwca 2003 | Juventud Antoniana Salta - Defensores de Belgrano Buenos Aires 0:0                                  |
| 21 czerwca 2003 | Huracán Tres Arroyos - Godoy Cruz Antonio Tomba 1:2 Galván k - Gigli, Cabrera                       |
| 21 czerwca 2003 | CAI Comodoro Rivadavia - Deportivo Español 1:0 Bustos                                               |
| 21 czerwca 2003 | Club El Porvenir - Los Andes Buenos Aires 0:1 Ríos                                                  |
| 21 czerwca 2003 | Instituto Córdoba - Defensa y Justicia Buenos Aires 2:1 Barrera, Boyero - Galleguillo               |
| 21 czerwca 2003 | San Martín San Juan - Almirante Brown Arrecifes 2:0 Menéndez (2)                                    |
| 21 czerwca 2003 | Argentinos Juniors Buenos Aires - Gimnasia y Esgrima Concepcion del Uruguay 2:0 Barrios, González k |
| 21 czerwca 2003 | San Martín Mendoza - Atlético Rafaela 2:3 Coria, Nasta - Filosa, Forestello, Gandín                 |
| 21 czerwca 2003 | CA Argentino de Quilmes - Belgrano Córdoba 0:0                                                      |
| 23 czerwca 2003 | Almagro Buenos Aires - Gimnasia y Esgrima Jujuy 3:1 Carrera (2), Demus - Garnier                    |

### Tabela końcowa turnieju Clausura 2002/03
| Poz | Klub                                      | Mecze | Zw | Rem | Por | Pkt | BrZd | BrStr |
| --- | ----------------------------------------- | ----- | -- | --- | --- | --- | ---- | ----- |
| 1   | Atlético Rafaela                          | 19    | 11 | 6   | 2   | 39  | 35   | 26    |
| 2   | Argentinos Juniors Buenos Aires           | 19    | 11 | 5   | 3   | 38  | 30   | 11    |
| 3   | San Martín Mendoza                        | 19    | 9  | 6   | 4   | 33  | 27   | 20    |
| 4   | Godoy Cruz Antonio Tomba                  | 19    | 9  | 5   | 5   | 32  | 31   | 19    |
| 5   | Almagro Buenos Aires                      | 19    | 9  | 5   | 5   | 32  | 31   | 22    |
| 6   | Belgrano Córdoba                          | 19    | 8  | 7   | 4   | 31  | 21   | 15    |
| 7   | CA Argentino de Quilmes                   | 19    | 8  | 7   | 4   | 31  | 28   | 23    |
| 8   | Huracán Tres Arroyos                      | 19    | 9  | 1   | 9   | 28  | 30   | 23    |
| 9   | Defensores de Belgrano Buenos Aires       | 19    | 8  | 4   | 7   | 28  | 28   | 26    |
| 10  | Instituto Córdoba                         | 19    | 6  | 10  | 3   | 28  | 20   | 20    |
| 11  | Juventud Antoniana Salta                  | 19    | 6  | 6   | 7   | 24  | 16   | 18    |
| 12  | Defensa y Justicia Buenos Aires           | 19    | 6  | 6   | 7   | 24  | 18   | 22    |
| 13  | Los Andes Buenos Aires                    | 19    | 5  | 8   | 6   | 23  | 25   | 30    |
| 14  | CAI Comodoro Rivadavia                    | 19    | 7  | 2   | 10  | 23  | 24   | 33    |
| 15  | Gimnasia y Esgrima Jujuy                  | 19    | 5  | 7   | 7   | 22  | 19   | 26    |
| 16  | Almirante Brown Arrecifes                 | 19    | 6  | 3   | 10  | 21  | 25   | 33    |
| 17  | Club El Porvenir                          | 19    | 5  | 4   | 10  | 19  | 21   | 28    |
| 18  | San Martín San Juan                       | 19    | 4  | 6   | 9   | 18  | 18   | 23    |
| 19  | Gimnasia y Esgrima Concepcion del Uruguay | 19    | 3  | 6   | 10  | 15  | 26   | 41    |
| 20  | Deportivo Español                         | 19    | 1  | 4   | 14  | 7   | 18   | 34    |

### Clausura - klasyfikacja strzelców bramek
| Gole | Piłkarz     | Klub                                      |
| ---- | ----------- | ----------------------------------------- |
| 12   | Gigli       | Godoy Cruz Antonio Tomba                  |
| 12   | Silva       | Gimnasia y Esgrima Concepcion del Uruguay |
| 11   | Forestello  | Atlético Rafaela                          |
| 10   | R. González | Argentinos Juniors Buenos Aires           |
| 10   | Tabares     | CAI Comodoro Rivadavia                    |

## Tabela sumaryczna II ligi argentyńskiej 2002/03
| Poz | Klub                                      | Mecze | Zw | Rem | Por | Pkt | BrZd | BrStr |
| --- | ----------------------------------------- | ----- | -- | --- | --- | --- | ---- | ----- |
| 1   | Atlético Rafaela                          | 38    | 22 | 11  | 5   | 77  | 63   | 42    |
| 2   | Argentinos Juniors Buenos Aires           | 38    | 21 | 11  | 6   | 74  | 59   | 26    |
| 3   | CA Argentino de Quilmes                   | 38    | 17 | 13  | 8   | 64  | 62   | 40    |
| 4   | San Martín Mendoza                        | 38    | 17 | 11  | 10  | 62  | 51   | 36    |
| 5   | Instituto Córdoba                         | 38    | 15 | 15  | 8   | 60  | 49   | 37    |
| 6   | Almagro Buenos Aires                      | 38    | 15 | 14  | 9   | 59  | 50   | 45    |
| 7   | Godoy Cruz Antonio Tomba                  | 38    | 16 | 10  | 12  | 58  | 61   | 47    |
| 8   | Huracán Tres Arroyos                      | 38    | 16 | 7   | 15  | 55  | 56   | 46    |
| 9   | Defensa y Justicia Buenos Aires           | 38    | 15 | 10  | 13  | 55  | 46   | 43    |
| 10  | Juventud Antoniana Salta                  | 38    | 14 | 11  | 13  | 53  | 36   | 40    |
| 11  | Belgrano Córdoba                          | 38    | 13 | 13  | 12  | 52  | 41   | 40    |
| 12  | Defensores de Belgrano Buenos Aires       | 38    | 13 | 10  | 15  | 49  | 44   | 43    |
| 13  | Gimnasia y Esgrima Jujuy                  | 38    | 13 | 9   | 16  | 48  | 42   | 47    |
| 14  | Los Andes Buenos Aires                    | 38    | 10 | 15  | 13  | 45  | 50   | 58    |
| 15  | CAI Comodoro Rivadavia                    | 38    | 13 | 6   | 19  | 45  | 40   | 60    |
| 16  | Club El Porvenir                          | 38    | 10 | 12  | 16  | 42  | 38   | 50    |
| 17  | San Martín San Juan                       | 38    | 8  | 12  | 18  | 36  | 35   | 48    |
| 18  | Gimnasia y Esgrima Concepcion del Uruguay | 38    | 7  | 12  | 19  | 33  | 51   | 72    |
| 19  | Almirante Brown Arrecifes                 | 38    | 9  | 6   | 23  | 33  | 42   | 72    |
| 20  | Deportivo Español                         | 38    | 7  | 10  | 21  | 31  | 37   | 63    |

### Baraż o wicemistrzostwo
| Data            | Mecz                                                                 |
| --------------- | -------------------------------------------------------------------- |
| 28 czerwca 2003 | CA Argentino de Quilmes - Argentinos Juniors Buenos Aires 1:0 Alayes |
| 5 lipca 2003    | Argentinos Juniors Buenos Aires - CA Argentino de Quilmes 0:0        |

Bezpośredni awans do I ligi, obok mistrza II ligi Atlético Rafaela, uzyskał klub CA Argentino de Quilmes.

## Mecze barażowe o awans do I ligi
| Data          | Mecz                                                                         |
| ------------- | ---------------------------------------------------------------------------- |
| 9 lipca 2003  | Argentinos Juniors Buenos Aires - Nueva Chicago Buenos Aires 0:1 Ceballos    |
| 9 lipca 2003  | San Martín Mendoza - Talleres Córdoba 0:1 González                           |
| 13 lipca 2003 | Nueva Chicago Buenos Aires - Argentinos Juniors Buenos Aires 2:0 Santana (2) |
| 13 lipca 2003 | Talleres Córdoba - San Martín Mendoza 1:0 Real                               |

Oba kluby drugoligowe, San Martín Mendoza i Argentinos Juniors Buenos Aires, przegrały swoje baraże i nie awansowały do pierwszej ligi.

## Tabela spadkowa
O tym, które kluby drugoligowe spadną do III ligi decydował dorobek punktowy w przeliczeniu na jeden rozegrany mecz uzyskany przez kluby w ostatnich trzech sezonach.

### Metropolitana
| Poz | Klub                                | 2000/01 pkt | 2001/02 pkt | 2002/03 pkt | Razem pkt/mecze | Średnia |
| --- | ----------------------------------- | ----------- | ----------- | ----------- | --------------- | ------- |
| 1   | Argentinos Juniors Buenos Aires     | 0           | 0           | 74          | 74/38           | 1.947   |
| 2   | CA Argentino de Quilmes             | 50          | 65          | 64          | 179/100         | 1.790   |
| 3   | Defensa y Justicia Buenos Aires     | 29          | 57          | 55          | 141/100         | 1.410   |
| 4   | Defensores de Belgrano Buenos Aires | 0           | 56          | 49          | 105/76          | 1.381   |
| 5   | Almagro Buenos Aires                | 0           | 40          | 59          | 99/76           | 1.302   |
| 6   | Los Andes Buenos Aires              | 0           | 49          | 45          | 94/76           | 1.236   |
| 7   | Club El Porvenir                    | 19          | 59          | 42          | 120/100         | 1.200   |
| 8   | Deportivo Español                   | 0           | 0           | 31          | 31/38           | 0.815   |

### Interior
| Poz | Klub                                      | 2000/01 pkt | 2001/02 pkt | 2002/03 pkt | Razem pkt/mecze | Średnia |
| --- | ----------------------------------------- | ----------- | ----------- | ----------- | --------------- | ------- |
| 1   | Instituto Córdoba                         | 71          | 59          | 60          | 190/108         | 1.759   |
| 2   | Atlético Rafaela                          | 45          | 59          | 77          | 181/108         | 1.675   |
| 3   | Huracán Tres Arroyos                      | 0           | 63          | 55          | 118/76          | 1.552   |
| 4   | San Martín Mendoza                        | 51          | 50          | 62          | 163/108         | 1.509   |
| 5   | Gimnasia y Esgrima Jujuy                  | 50          | 58          | 48          | 156/108         | 1.444   |
| 6   | Gimnasia y Esgrima Concepcion del Uruguay | 55          | 64          | 33          | 152/108         | 1.407   |
| 7   | Belgrano Córdoba                          | 0           | 0           | 52          | 52/38           | 1.368   |
| 8   | Godoy Cruz Antonio Tomba                  | 44          | 47          | 58          | 149/108         | 1.379   |
| 9   | Juventud Antoniana Salta                  | 43          | 51          | 52          | 146/108         | 1.351   |
| 10  | San Martín San Juan                       | 50          | 57          | 36          | 143/108         | 1.324   |
| 11  | CAI Comodoro Rivadavia                    | 0           | 0           | 45          | 45/38           | 1.184   |
| 12  | Almirante Brown Arrecifes                 | 50          | 44          | 33          | 127/108         | 1.175   |

Do trzeciej ligi spadły bezpośrednio dwa kluby - najgorszy w tabeli spadkowej klub prowincjonalny (Almirante Brown Arrecifes) oraz najgorszy w tabeli spadkowej klub stołeczny (Deportivo Español).
Na ich miejsce awansowały: mistrz III ligi stołecznej (Primera C Metropolitana) klub Ferro Carril Oeste oraz mistrz III ligi prowincjonalnej (Torneo Argentino A) klub Tiro Federal Rosario.

## Baraże o utrzymanie się w II lidze

### Metropolitana
Przedostatni z klubów stołecznych w tabeli spadkowej, klub Club El Porvenir, zmierzył się z wicemistrzem III ligi stołecznej (Primera C Metropolitana), klubem CA All Boys.
| Data          | Mecz                                                 |
| ------------- | ---------------------------------------------------- |
| 12 lipca 2003 | CA All Boys - Club El Porvenir 1:1 Diz - Salomone    |
| 19 lipca 2003 | Club El Porvenir - CA All Boys 1:1 Mellado - Bernuez |

Ponieważ trzecioligowy CA All Boys nie zdołał wykazać swej wyższości, klub Club El Porvenir pozostał w drugiej lidze.

### Interior
Przedostatni, spośród klubów prowincjonalnych, w tabeli spadkowej, klub CAI Comodoro Rivadavia, zmierzył się z wicemistrzem III ligi prowincjonalnej (Torneo Argentino A), klubem Racing Córdoba.
| Data          | Mecz                                                                  |
| ------------- | --------------------------------------------------------------------- |
| 6 lipca 2003  | Racing Córdoba - CAI Comodoro Rivadavia 1:1 Watson - Lemes            |
| 13 lipca 2003 | CAI Comodoro Rivadavia - Racing Córdoba 3:2 Tabares (3) - Watson, Gil |

Klub Racing Córdoba pozostał w III lidze, a klub CAI Comodoro Rivadavia utrzymał się w II lidze.